# Parananochromis gabonicus
Parananochromis gabonicus är en fiskart som först beskrevs av Trewavas, 1975.  Parananochromis gabonicus ingår i släktet Parananochromis och familjen Cichlidae. IUCN kategoriserar arten globalt som livskraftig. Inga underarter finns listade i Catalogue of Life.